# Kietelen
Kietelen of kittelen is het prikkelen van gevoelige delen van iemands huid door aanraking, waarbij het niet de bedoeling is de ander pijn te doen, maar de ander aan het lachen te krijgen. De gevoeligheid voor kietelen verschilt sterk van persoon tot persoon. Bij mensen die er gevoelig voor zijn reageren de kleine hersenen fel op de onverwachte impulsen. Ze maken onwillekeurige bewegingen en moeten vaak hard lachen.

## Twee categorieën
In 1897 verdeelden psychologen G. Stanley Hall en Arthur Allin de kietelsensaties in twee categorieën: knismesis, een zeer lichte beweging over de huid, zoals met een veer, en gargalesis, herhaald drukken met de vingertoppen op gevoelige gebieden van het lichaam. Knismesis geeft de meeste mensen een aangenaam kriebelend gevoel, waarbij ze niet hard lachen; gargalesis roept bij de meeste mensen onwillekeurig schaterlachen op.

## Zichzelf kietelen
Gewoonlijk zijn mensen ongevoelig voor zichzelf kietelen. Dat komt omdat de grote hersenen het signaal al hebben doorgegeven aan de kleine, zodat die de prikkel verwachten. Proeven met robotgestuurde armen hebben dit bevestigd. Mensen met schizofrenie kunnen zichzelf wel verrassen als ze zichzelf kietelen.

## Kietelen als teken van affectie
Kietelen komt veel voor tussen ouders en kinderen, of tussen kinderen onderling. Vaak blijven ouders hun kinderen jarenlang kietelen, tot in de vroege tienerjaren. Kinderen kietelen elkaar ook vaak, bijvoorbeeld broers en zusters.
Kietelen komt ook voor in veel seksuele relaties, bijvoorbeeld als vorm van voorspel. Sommigen hebben er een fetisj voor wat kietelfetisjisme wordt genoemd.

## Kietelen als marteling
Kietelen wordt in sommige gevallen toegepast als relatief marteling, al is niet iedereen even gevoelig voor kietelen. Het slachtoffer wordt meestal vastgebonden en vervolgens gekieteld. Dit kwam veelvuldig voor bij de Romeinen, die een geit de voetzolen van het slachtoffer lieten likken. Omdat een geitentong zeer ruw is werden de voetzolen na enige tijd opengeschuurd, wat zeer pijnlijk was. In latere tijden werd deze manier van martelen vooral gebruikt als vorm van vernedering.

## Kietelen bij dieren
De knismesis-sensatie kan worden opgewekt door kruipende dieren en insecten, zoals spinnen, muggen of schorpioenen. Men denkt dat het waarnemen van deze sensatie vanwege dit effect is geëvolueerd in veel dieren. Men denkt dat gevoeligheid voor gargalesis alleen voorkomt bij mensen en andere primaten, al zijn er aanwijzingen dat ook ratten zo kunnen worden gekieteld.